# Яковлевская (Няндомское)
Яковлевская — опустевшая деревня в Няндомском районе Архангельской области.

## География
Находится в юго-западной части Архангельской области на расстоянии приблизительно 1 км на юго-запад от административного центра района города Няндома.

## История
В 1873 году здесь было учтено 26 дворов, в 1905 — 47. Тогда деревня входила в Каргопольский уезд Олонецкой губернии. До 2022 года входила в Няндомское городское поселение до его упразднения.

## Население
Численность населения: 167 человек (1873 год), 272 (1905), 0 как в 2002 году, так и в 2010.